# インドラジット

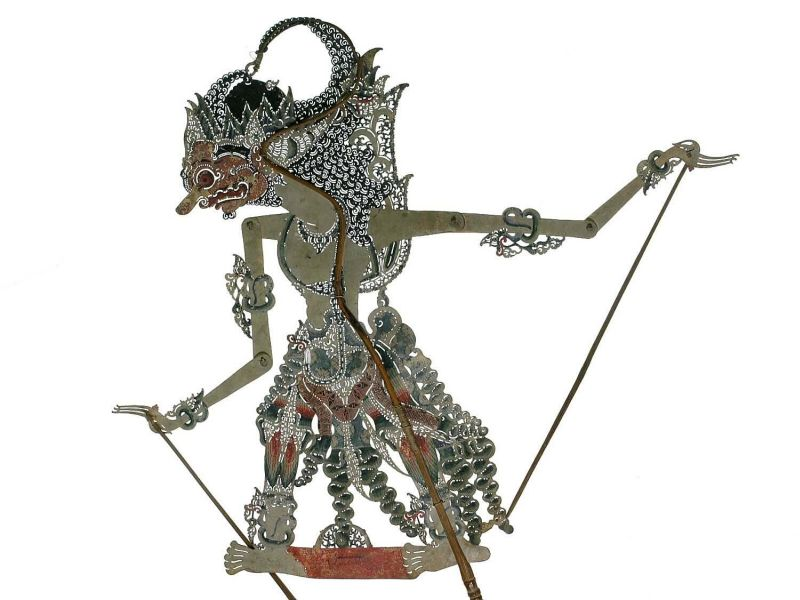
ワヤン・クリ（影絵芝居）のインドラジット

インドラジット（Indrajit, 梵: इन्द्रजित）は、インドの叙事詩『ラーマーヤナ』に登場するラークシャサ。インドラジートとも呼ばれる。本名はメーガナーダ。ラークシャサ王ラーヴァナとマンドーダリーの子。シヴァ神の子とされることもある。魔術に長けた戦士で、ラーマ王子と父ラーヴァナとの戦争で活躍した。

## 名前の由来
本名のメーガナーダは「雲の咆哮」（すなわち「雷鳴」）を意味する。これはメーガナーダが生まれたとき偉大な戦士の誕生を意味する雷鳴が鳴り響いたことによって名づけられた。メーガナーダは父ラーヴァナが天界と戦争したとき、神々の王であるインドラ神を打ち破り、ランカー島に連行した。インドラジット（インドラに勝利した者）という名前はこれに由来し、ブラフマー神はこの名を与える代わりにインドラの釈放を求めた。しかしメーガナーダは不死を授かるまで納得しなかったので、ブラフマーはしぶしぶ彼に不死を与えた。これ以降メーガナーダはインドラジットと呼ばれるようになった。

## 戦術
インドラジットの戦い方は魔術を駆使したものであった。インドラジットは魔術によって自身の姿を敵の目から隠すことや、ナーガの縄を投げつけて相手の手足を縛して動きを封じることができた。このため一度インドラジットの攻撃が始まると、相手はインドラジットの姿を捉えることすら困難であった。『ラーマーヤナ』では同様に魔術に長けたヴィビーシャナのみがインドラジットを見ることができたとされる。それに比べてインドラジットは相手に雨のように矢を射かけることができた。そのうえインドラジットは大事な戦闘の前にニクムビラの森で犠牲祭を行って戦勝を祈願し、強大な力を授かることさえした。そのためインドラジットはハヌマーンがシーターを捜してランカーに忍び込んで大暴れしたときも、ハヌマーンを縛してラーヴァナの前に引き立てた。

## ラーマーヤナ
ラーマとの戦争が始まると、インドラジットはまずヴァナラの将アンガダと戦った。この初日の戦闘はラークシャサ軍の敗北であり、インドラジットもアンガダに2度も戦車を破壊された。怒ったインドラジットは姿を消し、ナーガの縄を投げつけて猿軍の動きを止めつつ、矢を射掛け、多くの者を傷つけた。ラーマとラクシュマナも身動きがとれず一方的に矢傷を負わされた。そのうえインドラジットが去った後もナーガに締めつけられて苦しまなければならなかった。ガルダが現れてナーガを追い払ってようやく解放された。
次にインドラジットが戦闘に出たのは、クンバカルナを筆頭に有力な将が戦死し、ランカーの敗北が濃厚になったときであった。インドラジットはニクムビラの森で犠牲祭を行い、勝利の兆しが現れるのを見て出陣した。猿軍は地に伏してブラフマーの加護を祈りながら、インドラジットの攻撃がやむのを待つしかなかった。こうしたインドラジットの攻撃によって、猿軍の戦死者は67億にも達したとされる。それを見たインドラジットは意気揚々とランカーに帰還した。
しかし猿軍が傷つくたびにハヌマーンが遠方より霊薬を運んできたため、息ある者はすぐに回復した。猿軍の攻撃によってランカーが炎上すると、インドラジットはシーターの幻を作り、ハヌマーンの目の前で幻を切り裂いた。ハヌマーンは戦争の目的を失ったと思って退却せざるを得なかった。
ハヌマーンがラーマにシーターの死を報告している間、インドラジットは再びニクムビラの森に赴いて犠牲祭を行った。しかしヴィビーシャナはハヌマーンの報告を聞いて、インドラジットの策略であることを見抜き、ニクムビラの森を攻めるよう説得した。そこでラクシュマナはハヌマーン、ジャーンバヴァット、ヴィビーシャナらを率いてニクムビラに急行し、ラークシャサ軍を圧倒した。そのためインドラジットは祭祀を終えないまま出陣せざるをえなくなった。さらにハヌマーンやラクシュマナはインドラジットを挑発して姿を消さずに戦うように仕向けた。インドラジットはラクシュマナと戦ったが、激戦の末、神々がラクシュマナに味方して、かつてアスラを滅ぼす際に用いられた矢を与え、その矢によってインドラジットは倒された。